# Parahieroglyphus
Parahieroglyphus is een geslacht van rechtvleugeligen uit de familie veldsprinkhanen (Acrididae). De wetenschappelijke naam van dit geslacht is voor het eerst geldig gepubliceerd in 1916 door Carl.

## Soorten
Het geslacht Parahieroglyphus omvat de volgende soorten:
- Parahieroglyphus bilineatus Saussure, 1912
- Parahieroglyphus colemani Bolívar, 1912